# Années 1770 av. J.-C.
Les années 1770 av. J.-C. couvrent les années de 1779 av. J.-C. à 1770 av. J.-C.

## Évènements
- Vers 1780-1741 av. J.-C. : règne de Ishme-Dagan, roi d’Ekallâtum (Assyrie)[1].
- Avant 1779 av. J.-C.[2] : en Mésopotamie, Dadusha, roi de Eshnunna, reprend Qabrâ puis meurt peu après[1].
- 1779-1766 av. J.-C.[2] : règne de Ibal-pî-El II, roi de Eshnunna[1].
- 1779 av. J.-C.[2] : Shamshi-Adad Ier reprend la guerre contre Alep (Yamkhad) après avoir fait la paix avec Ibal-pî-El II[1].
- 1776 av. J.-C.[2] : Shamshi-Adad Ier combat dans le Zalmaqum (région de Harran) et la région d’Emar[1].
- 1775 av. J.-C.[2] : à la mort de Shamshi-Adad Ier, son fils Iasmah-Adad abandonne Mari. Ishme-Dagan reste roi d’Assur, mais le royaume de Haute Mésopotamie se désintègre en dizaines de principautés qui reprennent leur indépendance. Zimri-Lim, héritier légitime, reconstitue le royaume de Mari avec l’aide du roi d’Alep Iarim-Lim, dont il épousera la fille Shiptu par la suite. Pendant quatorze ans, et longtemps avec succès, il cherche à établir fermement son pouvoir, guerroyant sans cesse dans le Khabur, traitant avec les nomades et semi-nomades, participant activement à la vie internationale, parfois allié à Hammourabi et s’opposant à Eshnunna[1].

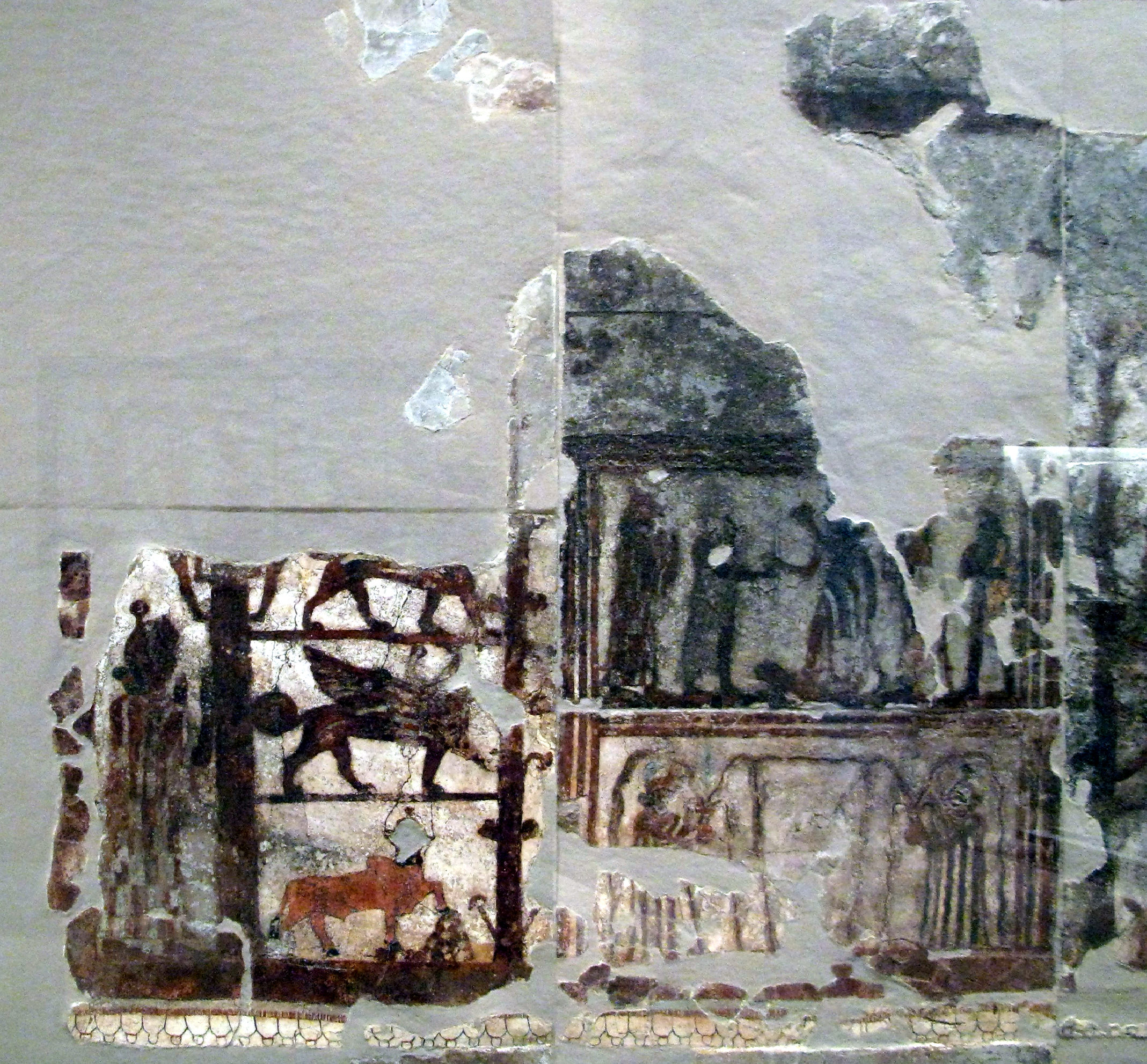
Peinture de l’Investiture découverte au palais royal de Mari, exemple unique de composition complète, représentant la rencontre du souverain (souvent identifié à Zimri-Lim) et de la déesse de la guerre et de l’amour, Ishtar, réalisée une quarantaine d’années au moins avant la destruction de la ville, en 1761 av. J.-C..

- 1775-1761 av. J.-C.[2] : règne de Zimri-Lim, roi de Mari. À cette époque, la ville de Mari subit dans sa réalité physique les effets de la récession économique, sans doute locale.
- Vers 1775 av. J.-C. : un mouvement d’unification politique s’affirme en Anatolie sous l’impulsion des rois de Kussar, Pithana et son fils Anitta. Pithana s’empare de Nesa (Kanesh) et en fait sa capitale[4]. Anitta conquiert et unifie une grande partie de la Cappadoce. Il se serait emparé de Hattusha (Bogâzköy) avec un petit groupe d’hommes et aurait alors fondé un royaume qui serait l’ancêtre de l’empire hittite. Il instaure un système de vassalité qui se perpétuera dans l’empire hittite. Il est le premier au Proche-Orient à prendre le titre de Grand roi (Lugal gal). Hattusha est abandonnée après sa destruction par Anitta pour être reconstruite vers 1650 av. J.-C..
- 1773 av. J.-C.[2] : révolte des Iaminites contre Zimri-Lim, réprimée après de longs mois de guerre à Saggartum et à Dûr-Iahdu-Lim, dans la basse vallée du Khabur[1].
- 1772 av. J.-C.[2] : révoltes de Kahat (Tell Barri) et d’Ashlakka dans le haut pays contre Zimri-Lim, roi de Mari. Après plusieurs campagnes, les rois de ces régions réunis à Nahur (Tell Fekheriyeh près de Tell Halaf) acceptent de reconnaître Zimri-Lim comme leur seigneur. Celui-ci pratique une politique matrimoniale en mariant ses nombreuses filles[1].
- 1771 av. J.-C.[2] : Ibal-pî-El II, roi d'Eshnunna, lance une double offensive contre Mari le long de l’Euphrate et du Tigre. Ekallâtum et Shubat-Enlil sont prises. Zimri-Lim riposte et bat Eshnunna à Andariq (sud du Jebel Sinjar). La paix signée, Zimri-Lim se consacre à affermir son pouvoir auprès de ses vassaux et à redresser économiquement son royaume[1].